# Onkisaari (ö i Norra Savolax, Kuopio, lat 63,36, long 28,17)
Onkisaari är en ö i Finland. Den ligger i sjön Nurmesjärvi och i kommunen Kuopio i den ekonomiska regionen  Kuopio ekonomiska region  och landskapet Norra Savolax, i den centrala delen av landet, 400 km nordost om huvudstaden Helsingfors. Öns area är 1,2 hektar och dess största längd är 140 meter i nord-sydlig riktning.